# Aeroportul Quonset State
Aeroportul Quonset State (IATA: NCO, ICAO: KOQU, FAA LID: OQU) este un aeroport din Rhode Island, Statele Unite ale Americii ce deservește zona North Kingstown⁠(d). Aeroportul a fost tranzitat în 2019 de 228 de pasageri.
Situat la o altitudine de 5 m, aeroportul dispune de 2 piste.

## Infrastructură

### Piste
Aeroportul dispune de 2 piste. Pista 16/34 are suprafața de asfalt și dimensiunile 7.504 picioare × 150 picioare. Pista 05/23 are suprafața de asfalt și dimensiunile 4.000 picioare × 75 picioare. 

### Terminale
Aerogara are în componență 1 terminal, Quonset Point Air National Guard Station⁠(d). 